# Чорака (Олт)
Чорака (рум. Ciorâca) насеље је у Румунији у округу Олт у општини Топана. Oпштина се налази на надморској висини од 388 m.

## Становништво
Према подацима из 2002. године у насељу је живело 167 становника, од којих су сви румунске националности.